# Cladonia cartilaginea
Cladonia cartilaginea är en lavart som beskrevs av Müll. Arg. Cladonia cartilaginea ingår i släktet Cladonia och familjen Cladoniaceae.   Inga underarter finns listade i Catalogue of Life.